# Bombus shaposhnikovi
Bombus shaposhnikovi är en biart som beskrevs av Aleksandr Skorikov 1910.
Bombus shaposhnikovi ingår i släktet humlor och familjen långtungebin. Inga underarter finns listade i Catalogue of Life.

## Beskrivning
Arten är mycket lik Bombus handlirschianus, och är liksom denna randig i svart och vitt med en orangefärgad bakkroppsspets. Vissa forskare är tveksamma om de två arterna bör skiljas åt.

## Ekologi
Till skillnad från många andra humlor, hos vilka hanarna fredligt patrulleringsflyger medan de söker efter honor, håller sig hanen hos denna art till ett begränsat område som den försvarar mot andra hanar. En annan skillnad mot övriga humlor är att de unga hanarna tillbringar nätterna i boet.

## Utbredning
Arten förekommer endast på bergsstäpperna i Anatolien, Transkaukasus, Kaukasus och norra Iran.